# 1 500 meter för herrar i friidrott vid olympiska sommarspelen 2016
Herrarnas 1 500 meter vid olympiska sommarspelen 2016, i Rio de Janeiro i Brasilien avgjordes den 16-20 augusti på Estádio Olímpico João Havelange.

## Medaljörer
| Spel        | Guld                   | Silver                     | Brons                       |
| 1 500 meter | Matthew Centrowitz USA | Taoufik Makhloufi Algeriet | Nicholas Willis Nya Zeeland |

## Resultat

### Kval

#### Heat 1
| Placering | Idrottare                   | Nationalitet          | Tid     | Noteringar |
| --------- | --------------------------- | --------------------- | ------- | ---------- |
| 1         | Asbel Kiprop                | Kenya                 | 3:38,97 | Q          |
| 2         | Ryan Gregson                | Australien            | 3:39,13 | Q          |
| 3         | Ayanleh Souleiman           | Djibouti              | 3:39,25 | Q          |
| 4         | Chris O'Hare                | Storbritannien        | 3:39,26 | Q          |
| 5         | Matthew Centrowitz          | USA                   | 3:39,31 | Q          |
| 6         | Fouad Elkaam                | Marocko               | 3:39,51 | Q          |
| 7         | David Bustos                | Spanien               | 3:39,73 | q          |
| 8         | Charles Philibert-Thiboutot | Kanada                | 3:40,04 | q          |
| 9         | Julian Matthews             | Nya Zeeland           | 3:40,40 |            |
| 10        | Florian Carvalho            | Frankrike             | 3:41,87 |            |
| 11        | Thiago André                | Brasilien             | 3:44,42 |            |
| 12        | Santino Kenyi               | Sydsudan              | 3:45,27 |            |
| 13        | Saud Al-Zaabi               | Förenade Arabemiraten | 4:02,35 |            |
| -         | Aman Wote                   | Etiopien              | DNS     |            |

#### Heat 2
| Placering | Idrottare               | Nationalitet      | Tid     | Noteringar |
| --------- | ----------------------- | ----------------- | ------- | ---------- |
| 1         | Taoufik Makhloufi       | Algeriet          | 3:46,82 | Q          |
| 2         | Elijah Motonei Manangoi | Kenya             | 3:46,83 | Q          |
| 3         | Robby Andrews           | USA               | 3:46,97 | Q          |
| 4         | Nathan Brannen          | Kanada            | 3:47,07 | Q          |
| 5         | Mekonnen Gebremedhin    | Etiopien          | 3:47,33 | Q          |
| 6         | Brahim Kaazouzi         | Marocko           | 3:47,39 | Q          |
| 7         | Homiyu Tesfaye          | Tyskland          | 3:47,44 | q          |
| 8         | Hamish Carson           | Nya Zeeland       | 3:48,18 |            |
| 9         | Adel Mechaal            | Spanien           | 3:48,41 |            |
| 10        | Charlie Grice           | Storbritannien    | 3:48,51 | q          |
| 11        | Paulo Lokoro            | Flyktingidrottare | 4:03,96 |            |
| 12        | Augusto Soares          | Östtimor          | 4:11,35 | PB         |
| –         | Abdi Waiss Mouhyadin    | Djibouti          | DNF     |            |
| –         | Filip Ingebrigtsen      | Norge             | DQ      | R163,2     |

#### Heat 3
| Placering | Idrottare              | Nationalitet | Tid     | Noteringar |
| --------- | ---------------------- | ------------ | ------- | ---------- |
| 1         | Jakub Holusa           | Tjeckien     | 3:38,31 | Q          |
| 2         | Ronald Kwemoi          | Kenya        | 3:38,33 | Q          |
| 3         | Abdalaati Iguider      | Marocko      | 3:38,40 | Q          |
| 4         | Ronald Musagala        | Uganda       | 3:38,45 | Q          |
| 5         | Henrik Ingebrigtsen    | Norge        | 3:38,50 | Q          |
| 6         | Nicholas Willis        | Nya Zeeland  | 3:38,55 | Q          |
| 7         | Benson Kiplagat Seurei | Bahrain      | 3:38,82 | q          |
| 8         | Pieter-Jan Hannes      | Belgien      | 3:38,89 | q          |
| 9         | Ben Blankenship        | USA          | 3:38,92 | q          |
| 10        | Dawit Wolde            | Etiopien     | 3:39,29 | q          |
| 11        | Salim Keddar           | Algeriet     | 3:40,63 |            |
| 12        | Luke Mathews           | Australien   | 3:44,51 |            |
| 13        | Ilham Tanui Ozbilen    | Turkiet      | 3:49,02 |            |
| 14        | Mohammed Rageh         | Jemen        | 3:58,99 |            |
| 15        | Erick Rodríguez        | Nicaragua    | 4:00,30 |            |

### Semifinaler

#### Semifinal 1
| Placering | Idrottare              | Nationalitet   | Tid     | Noteringar |
| --------- | ---------------------- | -------------- | ------- | ---------- |
| 1         | Asbel Kiprop           | Kenya          | 3:39,73 | Q          |
| 2         | Taoufik Makhloufi      | Algeriet       | 3:39,88 | Q          |
| 3         | Nicholas Willis        | Nya Zeeland    | 3:39,96 | Q          |
| 4         | Ben Blankenship        | USA            | 3:39,99 | Q          |
| 5         | Charlie Grice          | Storbritannien | 3:40,05 | Q          |
| 6         | Abdalaati Iguider      | Marocko        | 3:40,11 | q          |
| 7         | Nathan Brannen         | Kanada         | 3:40,20 | q          |
| 8         | Benson Kiplagat Seurei | Bahrain        | 3:40,53 |            |
| 9         | Jakub Holusa           | Tjeckien       | 3:40,83 |            |
| 10        | Dawit Wolde            | Etiopien       | 3:41,42 |            |
| 11        | Henrik Ingebrigtsen    | Norge          | 3:42,51 |            |
| 12        | Pieter-Jan Hannes      | Belgien        | 3:43,71 |            |
| 13        | Brahim Kaazouzi        | Marocko        | 3:48,66 |            |

#### Semifinal 2
| Placering | Idrottare                   | Nationalitet   | Tid     | Noteringar |
| --------- | --------------------------- | -------------- | ------- | ---------- |
| 1         | Ronald Kwemoi               | Kenya          | 3:39,42 | Q          |
| 2         | Ayanleh Souleiman           | Djibouti       | 3:39,46 | Q          |
| 3         | Matthew Centrowitz          | USA            | 3:39,61 | Q          |
| 4         | Ryan Gregson                | Australien     | 3:40,02 | Q          |
| 5         | Ronald Musagala             | Uganda         | 3:40,37 | Q          |
| 6         | Mekonnen Gebremedhin        | Etiopien       | 3:40,69 |            |
| 7         | Homiyu Tesfaye              | Tyskland       | 3:40,76 |            |
| 8         | Charles Philibert-Thiboutot | Kanada         | 3:40,79 |            |
| 9         | Fouad Elkaam                | Marocko        | 3:40,93 |            |
| 10        | Chris O'Hare                | Storbritannien | 3:44,27 |            |
| 11        | David Bustos                | Spanien        | 3:56,54 | q          |
| –         | Robby Andrews               | USA            | DQ      | R163,4     |
| –         | Elijah Manangoi             | Kenya          | DNS     |            |

### Final
| Placering | Idrottare          | Nationalitet   | Tid     | Noteringar |
| --------- | ------------------ | -------------- | ------- | ---------- |
| 1         | Matthew Centrowitz | USA            | 3:50,00 |            |
| 2         | Taoufik Makhloufi  | Algeriet       | 3:50,11 |            |
| 3         | Nick Willis        | Nya Zeeland    | 3:50,24 |            |
| 4         | Ayanleh Souleiman  | Djibouti       | 3:50,29 |            |
| 5         | Abdalaati Iguider  | Marocko        | 3:50,58 |            |
| 6         | Asbel Kiprop       | Kenya          | 3:50,87 |            |
| 7         | David Bustos       | Spanien        | 3:51,06 |            |
| 8         | Ben Blankenship    | USA            | 3:51,09 |            |
| 9         | Ryan Gregson       | Australien     | 3:51,39 |            |
| 10        | Nathan Brannen     | Kanada         | 3:51,45 |            |
| 11        | Ronald Musagala    | Uganda         | 3:51,68 |            |
| 12        | Charlie Grice      | Storbritannien | 3:51,73 |            |
| 13        | Ronald Kwemoi      | Kenya          | 3:56,76 |            |